# Піві бурий
Пі́ві бурий (Contopus sordidulus) — вид горобцеподібних птахів родини тиранових (Tyrannidae). Гніздиться на заході Північної Америки, в Мексиці і Центральній Америці, зимує в Південній Америці. Раніше вважався конспецифічним з лісовим піві.

## Опис
Довжина птаха становить 14-16 см, розмах крил 26 см, вага 11-14 г. Виду не притаманний статевий диморфізм. Верхня частина тіла оливково-сіра, нижня частина тіла світліша, гради мають оливковий відтінок. На крилах дві світлих смужки. Дзьоб темний, знизу біля основи жовтий, лапи чорні. Спів — серія "ці-ці-ці-пі", тон якої є нисхідним.

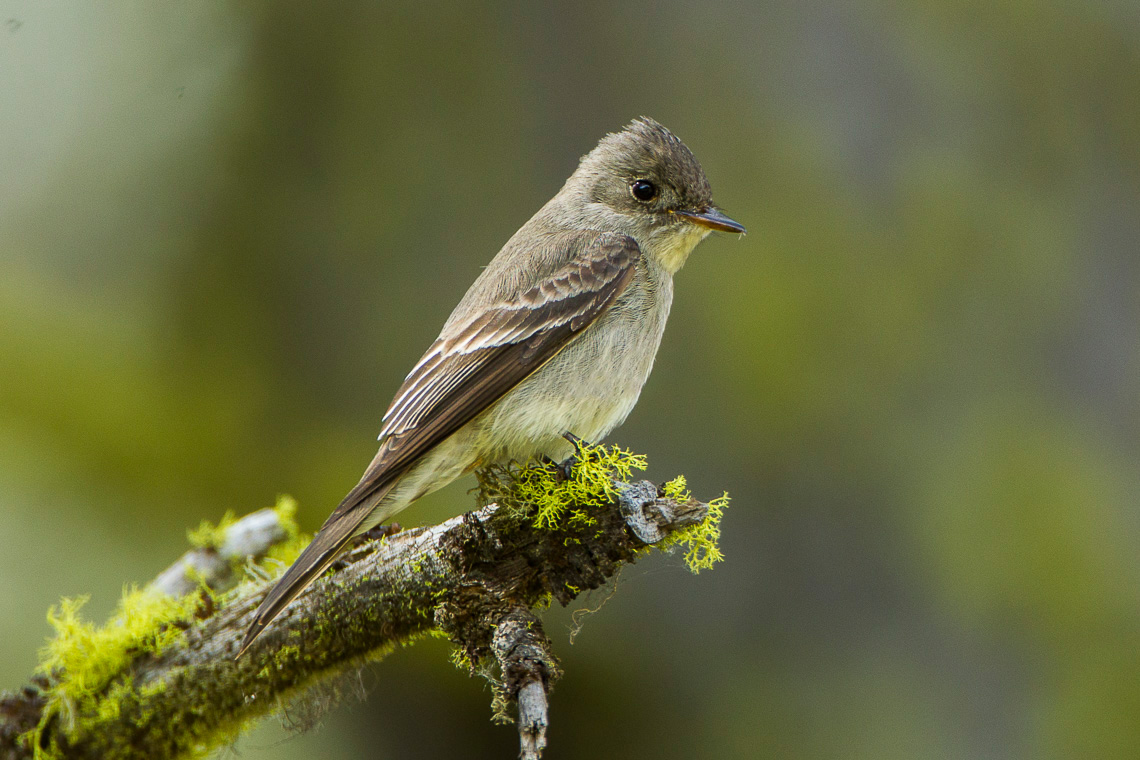
Бурий піві

## Підвиди
Виділяють чотири підвиди:
- C. s. saturatus Bishop, 1900 — від південно-східної Аляски до західного Орегону;
- C. s. veliei Coues, 1866 — захід США і північ Мексики;
- C. s. peninsulae Brewster, 1891 — південь півострова Каліфорнія;
- C. s. sordidulus Sclater, PL, 1859 — від південної і південно-західної Мексики до Гондурасу.

## Поширення і екологія
Бурі піві гніздяться в США, Канаді, на високогір'ях Мексики, локально в Гватемалі і Гондурасі. Взимку вони мігрують на південь, до західної частини Південної Америки, досягаючи Перу і Болівії. Бурі піві живуть в широколистяних і мішаних лісах, на узліссях і галявинах, в лісових масивах, парках і садах. Зустрічаються на висоті до 3000 м над рівнем моря. Живляться переважно комахами, яких ловлять в польоті або шукають серед листя. Сезон розмноження триває з травня по серпень. Гніздо чашоподібне, розміщується на горизонтальній гілці. В кладці 3-4 яйця, інкубаційний період триває приблизно 2 тижні. За пташенятами доглядають і самиці, і самці.

## Збереження
МСОП класифікує цей вид як такий. що не потребує особливих заходів зі збереження. За оцінками дослідників, популяція бурих піві становить приблизно 9,6 мільйонів птахів. В період з 1966 по 2015 рік популяція виду скоротилася на 48%.